# ميس عنبر
ميس عنبر الجبوري (31 أكتوبر 1988 -) مذيعة ومقدمة برامج عراقية مقيمة في دبي، تعمل حالياً في تقديم برنامج بيت بيوتي على قناة إم بي سي العراق.

## حياتها
ولدت ميس في 31 أكتوبر 1988 في بغداد وكانت تسكن في منطقة الأعظمية بعدها إنتقلت في عام 1996 إلى السكن في دبي ودرست هناك وحصلت على بكالوريوس في الاتصالات والإنتاج التلفزيوني من جامعة الإمارات وحصلت على شهادة الماجستير في الدبلوماسية والعلاقات الدولية من الجامعة الأمريكية في الإمارات وعملت كمدرس مساعد ومنسق استديو الإنتاج في الجامعة الأميركية في الإمارات، وبدأت بالدخول إلى الإعلام عام 2010 كمتدربة ضمن طاقم قناة سي إن بي سي، عقبها انتقلت إلى العمل مع قناة الشرقية وقدمت برنامج «خيط وخير» وبرنامج «كهرمانة» الذي يقدم معلومات عن المكياج والجمال والموضة. وفي عام 2019 إنتقلت إلى قناة إم بي سي العراق لتقديم برنامج «بيت بيوتي» مع مينا الشيخلي وسمر شاكر.

### حياتها الأسرية
والدها هو رئيس الجامعة الأمريكية في الإمارات الدكتور مثنى غني عبد الرزاق، لديها أخت واحدة أكبر منها اسمها حنين وأخ أصغر منها إسمه أوس.

## البرامج التي قدمتها
| العام | اسم البرنامج | القناة          |
| ----- | ------------ | --------------- |
| 2012  | خيط وخير     | قناة الشرقية    |
| 2015  | كهرمانة      | قناة الشرقية    |
| 2018  | بيت بيوتي    | إم بي سي العراق |
| 2021  | عراق أيدول   | إم بي سي العراق |